# Dictymia
Genre
Dictymia est un genre de fougères de la famille des Polypodiaceae.

## Liste d'espèces
Selon Tropicos (18 octobre 2019) (Attention liste brute contenant possiblement des synonymes) :
- Dictymia attenuata J. Sm.
- Dictymia brownii Copel.
- Dictymia lanceolata Hook. f.
- Dictymia mckeei Tindale